# Estação Ferroviária de Ferradosa
A Estação Ferroviária de Ferradosa, conhecida igualmente como Ferradoza, é uma antiga interface ferroviária da Linha do Douro, que servia a localidade de Ferradosa, no concelho de São João da Pesqueira, em Portugal. Foi encerrada quando o traçado da linha férrea foi alterado, devido à construção da Barragem da Valeira (inaugurada em 1976), tendo sido substituída pelo Apeadeiro de Ferradosa.

## História
A estação situava-se no troço da Linha do Douro entre Tua e Pocinho, que abriu à exploração no dia 10 de Janeiro de 1887. A construção da Linha do Douro na zona da Ferradosa foi muito difícil devido ao desfiladeiro formado pelo rio, com margens escarpadas, tendo sido necessária a construção de muitas obras de arte, incluindo a ponte original da Ferradosa, que atravessava o rio em diagonal.
Em 29 de Janeiro de 1901, foi apresentado um relatório sobre os acessos rodoviários às estações e apeadeiros da Linha do Douro, onde se descreveu que estava em construção um ramal da Estrada Distrital 93 até à estação de Ferradosa. Em 16 de Maio de 1903, a Gazeta dos Caminhos de Ferro noticiou que já tinha sido aprovado e ordenada a execução de um projecto para a ampliação do edifício da estação de Ferradosa, orçado em 880$000 Réis. Um diploma de 23 de Junho do mesmo ano, emitido pela Direcção do Minho e Douro dos Caminhos de Ferro do Estado, anunciou que no dia 6 de Julho se iria realizar, na Estação de Campanhã, o concurso público para as obras de ampliação. Um diploma do Ministério das Obras Públicas, Comércio e Indústria de 28 de Outubro de 1903 ordenou a distribuição de vários valores para financiar a construção de estradas de acesso a várias estações, incluindo um ramal da Estrada Distrital 93 até ao Apeadeiro de Ferradosa, no lanço do Ribeiro das Lampaças até ao apeadeiro.

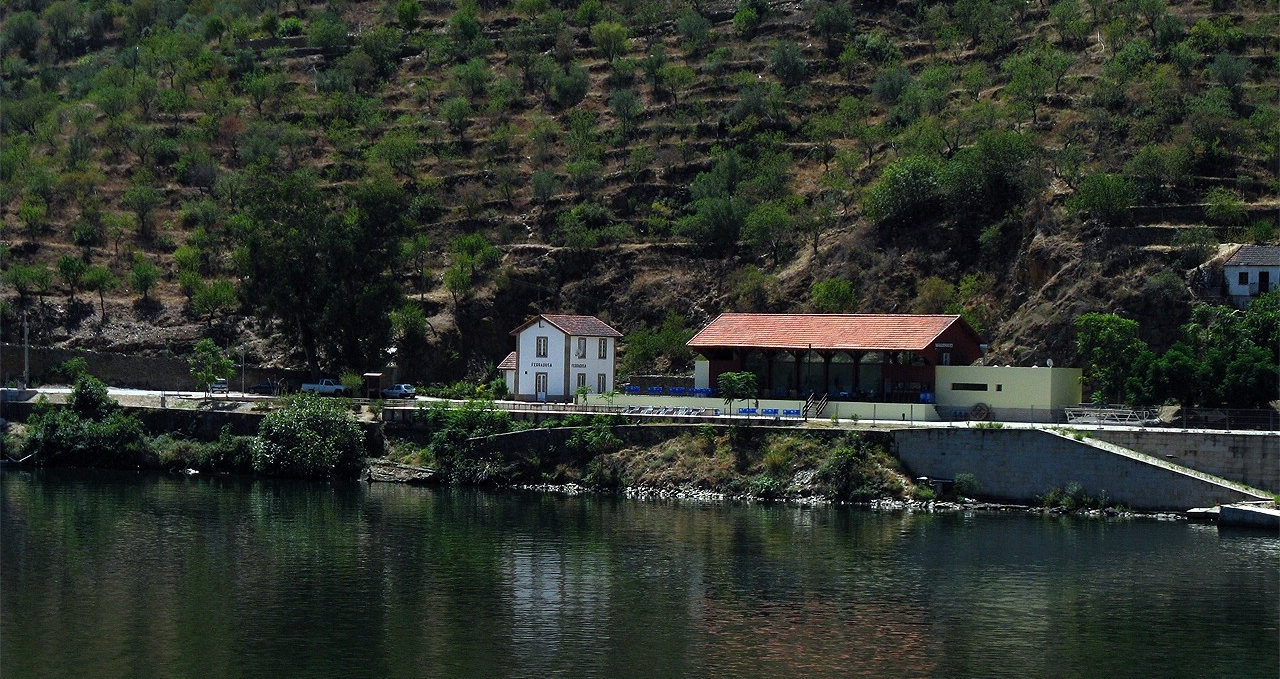
Vista geral da antiga estação de Ferradosa, em 2009

Num artigo publicado na Gazeta dos Caminhos de Ferro de 1 de Dezembro de 1932, o Visconde de Alcobaça descreveu as vias rodoviárias de acesso às gares da Linha do Douro, tendo relatado que já estava construída a estrada desde a estação de Ferradosa até São João da Pesqueira, passando junto à Ermida de São Salvador do Mundo e da Quinta de Sidrô. Na sua reunião de 21 de Novembro de 1933, a Comissão Administrativa do Fundo Especial de Caminhos de Ferro aprovou o projecto para a ampliação da estação de Ferradosa, cujas obras se iniciaram no ano seguinte e foram concluídas em 1935.

Num artigo publicado em 1956, o jornalista José da Guerra Maio relatou que o tabuleiro da Ponte de Ferradosa, então com cerca de setenta anos de idade, já estava a precisar de ser substituido, tendo sugerido que a nova ponte tivesse um tabuleiro duplo, de forma a permitir igualmente o tráfego automóvel, facilitando as comunicações entre as duas margens.